# 十人十色 (大江千里の曲)
「十人十色」（じゅうにんといろ）は、日本のシンガーソングライター・大江千里の楽曲である。1984年11月1日に6作目のシングルとして発売された。

## 概要
味覚糖（現・UHA味覚糖）の「DATE KISS」CMソングで、大江本人も出演した。後に8cmシングルCDで1989年10月21日に再発売された。

## 収録曲
全曲 作詞・作曲：大江千里、編曲：清水信之
1. 十人十色
CM自体で流れている曲の編曲は清水信之ではなくTM NETWORKでデビューしたばかりの小室哲哉が行い、曲の音階もシングルやアルバムとは異なっていた。この様な事になった理由は曲の締切の問題だったという。[要出典]
2018年に発売されたアルバム『Boys & Girls』には、ピアノでセルフカバーした音源が収録されている[1][2]。
2. 真冬のランドリエ

## 収録アルバム
十人十色
- 未成年
- Sloppy Joe II（nov's funky bass type）
- THE LEGEND
- GOLDEN☆BEST 大江千里
- Senri Oe Singles
- Boys & Girls（ピアノ・インストゥルメンタル、初回限定盤付属のボーナス・ディスクに原曲を収録）

真冬のランドリエ
- 未成年
- Sloppy Joe II
- Winter Joe